# Pachnobia alaskae
Pachnobia alaskae är en fjärilsart som beskrevs av Augustus Radcliffe Grote 1876. Pachnobia alaskae ingår i släktet Pachnobia och familjen nattflyn. Inga underarter finns listade i Catalogue of Life.